# Алопа
Алопа (на гръцки: Αλόπη) в древногръцката митология е дъщерята на, царя на Елевзин, Кекрион.
Тя родила тайно от баща си дете на Посейдон, което оставила в гората. Детето обаче било намерено от овчари и по красивите пелени Керкион се досетил, че това е дете на дъщеря му. Заровил я жива, но Посейдон я спасил като я превърнал в потока Алопа. Детето, Хипофой, наследило властта в Елевзин след като Тезей убил дядо му.